# Морнарички истражитељи: Хаваји (3. сезона)
Трећа сезона амерички полицијско-процедуралне драме МЗИС: Хаваји је емитована од 12. фебруара до 6. маја 2024. године на каналу ЦБС.

## Опис
Главна постава из претходне сезоне се вратила и у ову сезону.

## Улоге

### Главне
- Ванеса Лешеј као Џејн Тенант
- Алекс Тарант као Кај Холман
- Ноа Милс као Џеси Бун
- Јасмин Ал-Бустами као Луси Тара (епизоде 1−2, 4−6, 9−10)
- Џејсон Антун као Ерни Малик
- Тори Андерсон као Кејт Вислер (епизоде 1−5, 7−8, 10)

### Епизодне
- Кајан Талан као Алекс Тенант (епизода 1)

## Епизоде
| Бр. у серији | Бр. у сезони | Назив                       | Редитељ        | Сценариста                                             | Пpемијерно емитовање | Пpод. код | Бр. гледалаца у САД-у (милиони) |
| --- | ------------ | --------------------------- | -------------- | ------------------------------------------------------ | -------------------- | --------- | ------------------------------- |
| 45 | 1            | "Бекство и оружје (1. део)" | Тим Ендру      | Јан Неш и Кристофер Силбер                             | 12. фебруар 2024.    | HAW301    | 5.55                            |
| Док се Џејн враћа на посао пошто је прошла здравственее и психолошке процене, она и екипа истражују смрт човека, а на крају откривају пробој у бази података америчког маршала што значи да је списак сведока у БЕСВЕД-у откривен и је на мрачној мрежи док Сем Хана из ОСП-а у Лос Анђелесу помаже Џејн у покушају да се избори са недавним догађајима и убиством свог пријатеља Чарлија 1. |              |                             |                |                                                        |                      |           |                                 |
| 46 | 2            | "Слупај и спали (2. део)"   | Тим Ендру      | Јан Неш и Кристофер Силбер                             | 19. фебруар 2024.    | HAW302    | 5.06                            |
| Након пада ваздухоплова за превоз затвореника, екипа МЗИС-а мора да пронађе осуђенике који су побегли на острво. У међувремену, Сем Хана и Тенантова имају задатак да пронађу руског затвореника високог профила познатог као "Хемичар". |              |                             |                |                                                        |                      |           |                                 |
| 47 | 3            | "Дозвола за узбуђење"       | Криситн Мур    | Рон Мекги и Ејми Ратберг                               | 26. фебруар 2024.    | HAW303    | 5.40                            |
| Када се усред бела дана догодила пљачка савезног кредита морнарице, екипа МЗИС-а са Хаваја се налази у потрази за групом лопова жељних адреналина док Џејн постаје све сумњичава у вези са Семовим разлозима због којих је дошао на Хаваје. |              |                             |                |                                                        |                      |           |                                 |
| 48 | 4            | "Мртав по доласку"          | Лари Тенг      | Јалун Ту и Ноа Евслин                                  | 4. март 2024.        | HAW304    | 5.40                            |
| Екипа истражује када је пилот морнарице пронађен убијен у месном војном одмаралишту, а Луси и Кејт иду на тајни задатак како би пронашле идејног творца који води злочиначки подухват који буквално делује наочиглед. |              |                             |                |                                                        |                      |           |                                 |
| 49 | 5            | "Служити и штитити"         | Јангзом Брауен | Синопсис: Мет Босак Сценарио: Фалон О'Дауд и Мет Босак | 25. март 2024.       | HAW305    | 4.82                            |
| Екипа има задатак да заштити ћерку руског олигарха који носи смртоносну тајну и планира да пребегне. У међувремену, Сем тражи од Тенантове помоћ у проналажењу Хемичара. |              |                             |                |                                                        |                      |           |                                 |
| 50 | 6            | "Операција Црвени зец"      | Левар Бартон   | Ејми Ратберг и Мајк Дијаз                              | 1. април 2024.       | HAW306    | 4.98                            |
| Када је вереница несталог морнаричког официра затражила помоћ МЗИС-а, његове тајне су разоткривене и сежу много дубље него што је она претпостављала. У међувремену, Сем води Каја у теретану. |              |                             |                |                                                        |                      |           |                                 |
| 51 | 7            | "Следећих хиљаду"           | Данијела Руа   | Мет Босак, Јан Неш и Кристофер Силбер                  | 15. април 2024.      | HAW307    | 5.40                            |
| Када је поморац убијен у шуми на Великом острву током тренинга, екипа прати осумњиченог дубоко у шуми и открива узнемирујућу тајну. Џејн добија потрес мозга током потраге и наилази на тајанствену фигуру у одвојеној брвнари. |              |                             |                |                                                        |                      |           |                                 |
| 52 | 8            | "Отета"                     | Шерман Шелтон  | Рон Мекги и Меган Бахарах                              | 22. април 2024.      | HAW308    | 5.12                            |
| Када је жена војника отета ради откупнине, екипа открива мрачне тајне док трага за њеним отмичарима (који изазивају Семов страх од кловнова јер носе маске кловнова). У међувремену, Сем тражи Ернијеву помоћ у дешифровању строго тајног рачунарског програма који би могао довести до великих последица.                                                                                   |              |                             |                |                                                        |                      |           |                                 |
| 53 | 9            | "Проливен чај (1. део)"     | Левар Бартон   | Рон Мекги и Меган Бахарах                              | 29. април 2024.      | HAW309    | 5.07                            |
| Када је Хемичар убијен у тајном објекту МЗИС Елите на Хавајима, Џејнина и екипа Елите сарађују и сазнају да је у игри смртоноснија претња. |              |                             |                |                                                        |                      |           |                                 |
| 54 | 10           | "Завађени владамо (2. део)" | Кристин Мур    | Јалун Ту и Меган Бахарах                               | 22. април 2024.      | HAW310    | 5.41                            |
| Након заседе са којом је већина Елита екипе мртва, Џејн и екипа морају да уђу у траг филипинској терористичкој групи и њиховим метама. |              |                             |                |                                                        |                      |           |                                 |

## Производња
ЦБС је 21. фебруара 2023. обновио серију за трећу сезону. У мају 2023. након завршнице серије Морнарички истражитељи: Лос Анђелес, објављено је да ће Ел Ел Кул Џеј поновити улогу Сема Хане у епизодном својству у трећој сезони.
Продукција сезоне је одложена због ВГА и САГ-АФТРА обуставе рада у Сједињеним Државама.
Снимање треће сезоне почело је 4. децембра 2023.
Дана 5. јануара 2024. објављено је да ће чланица главне поставе серије Морнарички истражитељи: Лос Анђелес Данијела Руа режирати једну епизоду ове сезоне, касније је откривено да ће то бити 7. епизода „Следећих хиљаду“.

## Емитовање
Трећа сезона је премијерно емитована од 12. фебруара до 6. маја 2024.